# 尤菲·如月
尤菲·如月（日语：ゴドー・キサラギ）是電子遊戲《最終幻想系列》中登場的虛構人物，《最終幻想VII》的角色之一。在《最終幻想VII》（下簡稱FFVII）的世界裡，尤菲出身自五臺，是一個具有東洋風格的忍者少女，以復興五臺為己任的「魔晶石獵人（Materia Hunter）」。

## 人物

### 外表和性格
尤菲的形象是一名開朗活潑的短髮少女，擅長忍術，並以巨大的手裡劍為武器（終極武器名為「不俱戴天」），可是不管乘坐甚麼交通工具都會暈眩作嘔。尤菲加入隊伍的目的是主角隊所攜帶的魔晶石（Materia），因此當隊伍到達五臺所位處的島上時，尤菲會突然搶去玩家的所有魔晶石並脫隊消失。這時候玩家便需要在沒有魔晶石的情況之下，到達五臺，把到處躲起來的尤菲揪出來。最後玩家需要在敵人古留根尾頭目（ドン・コルネオ）手上救回被綁架的尤菲後，尤菲才會歸還所有魔晶石，並正式歸隊。
雖然尤菲在隊伍中經常表現得狡黠可愛，但當她知道艾莉絲的死訊後立刻大哭起來，亦顯露了她真性情的一面。由於她與文森特身份類似（都是半隱藏人物），加上二人形象深受玩家喜愛，因此她們經常在別的遊戲中共同出現（如在格鬥遊戲《神佑擂台》中同時擔任最終幻想隊伍的隱藏角色；在以文森特為主角的遊戲《地獄犬的輓歌：最終幻想VII》中尤菲亦有相當重的戲份）。
大方好客、正義感強，但帶來的五臺零食很硬，更被神羅的人鄙視為鄉巴佬。

### 身世和經歷
五臺出身的女忍者，活潑可愛的陽光少女，自稱「魔晶石獵人尤菲」。是五臺城主果陀·如月（Godō Kisaragi）的女兒，五臺在和神羅的戰爭中輸掉後被開發成了旅遊勝地，尤菲不甘心自己的故鄉被神羅統治，並認為服從神羅的父親是個懦夫（事實上父女都貪圖魔晶石），她開始周遊世界、聯繫雪崩總會，目的是收集足夠多的魔晶石，來復興自己的故鄉。《FFVII 重製版》中追加了雪崩分會在破壞第二個魔晄爐時尤菲的經歷，講述尤菲來到米德加與雪崩總會合作，欲竊取神羅究極魔晶石，卻行動失敗，不但同鄉索儂·草壁（ソノン・クサカ，Sonon Kusakabe）被殺，還目睹第柒區貧民窟上方的圓盤崩落，而悲慟不已。
尤菲外表可愛，面對珍貴魔晶石狡猾又貪心，但其實大方好客、正義感強，對於族人和戰友卻願意赴湯蹈火。她的最終目的是等克勞德他們的戰鬥結束後將他們所有的魔晶石都據為己有。她的名字拼寫為Yuffie，並沒有特別的意思，只是為了讓人聽起來有活潑的感覺。
在《FFVII》裡，尤菲是一個可供玩家使用的遊戲角色，不過尤菲與另一角色文森特（Vincent）同樣屬於隱藏性質的人物，意思是玩家能在沒有招攬尤菲及文森特為同伴的情況之下，仍然可以順利通關。大概在《FFVII》的第一張光碟末段，玩家會有一定的機率可以在森林地帶遇上作為敵人的尤菲，只要把她擊倒，便會進入劇情階段。進入劇情時玩家會與尤菲進行幾次對話，每段對話都會有一個對話選項，如果玩家沒有在所有對話選項中選出理想答案的話，尤菲便會偷取玩家的金錢並瞬間消失，不會成為同伴。相反，只要能選擇到合適的答案，尤菲便會加入隊伍。
偷偷暗戀著克勞德，在《FFVII》中有機會觸發尤菲和克勞德在金碟遊戲園約會的事件。
在五臺尚有一個任務，就是讓尤菲挑戰她的父親，只要成功闖過五層戰鬥的測試後，尤菲便會得到最強的極限技「森羅萬象」與及召喚獸「水龍利維坦」。

## 個人資料
- 設定年齡：16歲（指FFVII時代）
- 身高：160公分
- 血型：A型
- 生日：11月20日
- 聲優：嘉數由美

## 代表技能
所有極限技大都是中文的四字成語，除「血祭」外。
- 「投擲手裡劍」
- 「風林火山」
- 「忍術切換」
- 「旋風」
- 「邪鬼退散」
- 「霧鎖雲埋」
- 「血祭」
- 「疾風迅雷」
- 「明鏡止水」
- 「拔山蓋世」
- 「鎧袖一觸」
- 「生者必滅」
- 「森羅萬象」

## 武器
使用武器：巨大手裡劍，下列為其武器名稱，括弧中為武器的日文名稱。
- 十字手裏劍（十字手裏剣）
- 迴力鏢（ブーメラン）
- 風車
- 風車鏢（かまぐるま）[2]
- 仙人掌手裏劍（シュリケンダー）[2]
- 圓月輪（円月輪）
- 鷹眼
- 水晶十字劍（クリスタルクロス）
- 斬風
- 雙生毒蛇（ツインヴァイパー）
- 卍字手裏劍（卍手裏剣）
- 超級棒球（スーパーボール）
- 風魔手裡劍（風魔手裏剣）
- 旭日東升（ライジングサン）
- 折鶴
- 不俱戴天（不倶戴天）

## 著名台詞關係
- （古代種神殿和塔克斯碰面事件）卑鄙膽小雞要逃跑了，啵啵啵啵啵
- （五臺地區偷魔晶石事件）嗯，要是平時我會把他們當靶子那樣啪唧、啪唧、啪唧地修理
- （在古留根尾手中救出尤菲後）你不知道嗎？這暈車……只要是在交通工具上就會發作的，拜託你……別管我
- （飛空艇上）戰爭結束以後，所有的魔晶石就屬於我尤菲的了。都寫在這文件上了，仔細看看，簽個字吧，好嗎？
- （大空洞突入前） 啊～啊～，“魔晶石獵人尤菲”最後一集，“永遠的魔晶石……”

## 周邊產品
尤菲在遊戲《核心危機：最終幻想VII（Crisis Core）》、《地獄犬的輓歌：最終幻想VII》、《王國之心》系列、以及動畫《最終幻想VII：降臨之子（Advent Children）》等作品中都有登場。在2007年10月，史克威爾艾尼克斯公司推出了尤菲·如月（《AC》造型）的PLAYART系列模型；2008年6月再推出遊戲造型的如月尤菲模型。

## 備註
1. ↑  天幻網：尤菲·如月武器介紹 的存檔，存档日期2008-04-04.
2. 1 2  《最終幻想VII 重製版 Intergrade》武器
3. ↑  .   [2010-07-12]. （原始内容存档于2010-05-13）.
4. ↑  如月尤菲（遊戲版本）模型網頁

## 外部連結
- RPGamer：尤菲·如月個人檔案
- FFonline：尤菲·如月介紹 （页面存档备份，存于）
- 最終幻想VII 重製版 Intergrade 尤菲·如月角色介紹 （页面存档备份，存于）